# Gran (vægtenhed)
 For alternative betydninger, se Gran. (Se også artikler, som begynder med Gran)
Gran (latin: granum, hollandsk: Grein, fransk og engelsk: grain, italiensk og spansk: grano, portugisisk: grão), en tidligere meget benyttet lille vægtenhed af forskellig størrelse, f.eks. som medicinalvægt i en stor del af det nordlige Europa den gamle Nürnberg-Gran = 1/20 Scrupel = 62,127 mg (i Danmark fra 1858—69: 65,104 mg) og som guld- og sølvvægt i Norge og Danmark = 1/4 karat = 2,45 gram. 
1 apotekerpund = 12 apotekerunser = 96 drachmer = 288 skrupler = 5760 gran = 357,85 g. hvilket svarer til at 1 gran = 0,0621 gram.
Også i gammel dansk vægt = 0,0651 g.
Ordet benyttes stadig i udtrykket "Et gran salt", selvom det i nyere tid ofte bliver forvekslet med gram.